# Castellanus

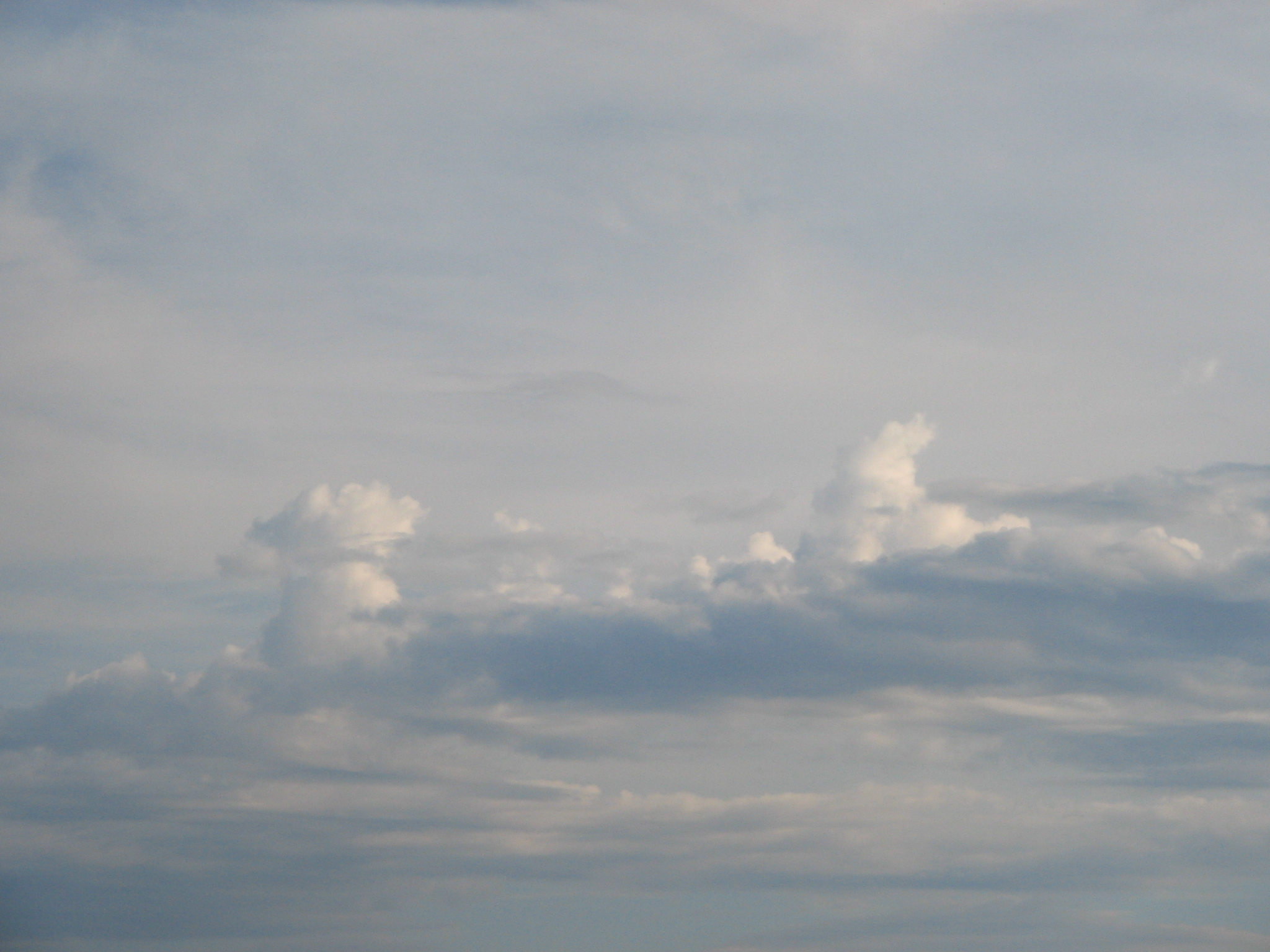
Stratocumulus castellanus.

Un castellanus (ou castellatus) (du latin castellanus, château) est un nuage qui présente, dans une partie au moins de sa région supérieure, des protubérances cumuliformes en forme de petites tours, ce qui donne généralement à ces nuages un aspect crénelé. Ces petites tours, dont certaines sont plus hautes que larges, reposent sur une base commune et paraissent disposées en lignes. Le caractère castellanus est particulièrement apparent lorsque les nuages sont observés de profil.
Il s'agit d'une espèce des genres nuageux cirrus, cirrocumulus, altocumulus et stratocumulus,,. Ils donnent respectivement le cirrus castellanus, cirrocumulus castellanus, l'altocumulus castellanus et le stratocumulus castellanus. Certains auteurs introduisent la notion de cumulus castellanus non reconnu par les services météorologique nationaux comme Météo-France ou les associations scientifiques comme l’American Meteorological Society et l’Organisation météorologique mondiale. D'autres auteurs considèrent aussi que le castellanus devrait être un genre de nuage à part entière et non une espèce. Il en est de même de la part de la Federal Aviation Administration qui considère implicitement un castellanus comme un genre à part entière.

## Physique

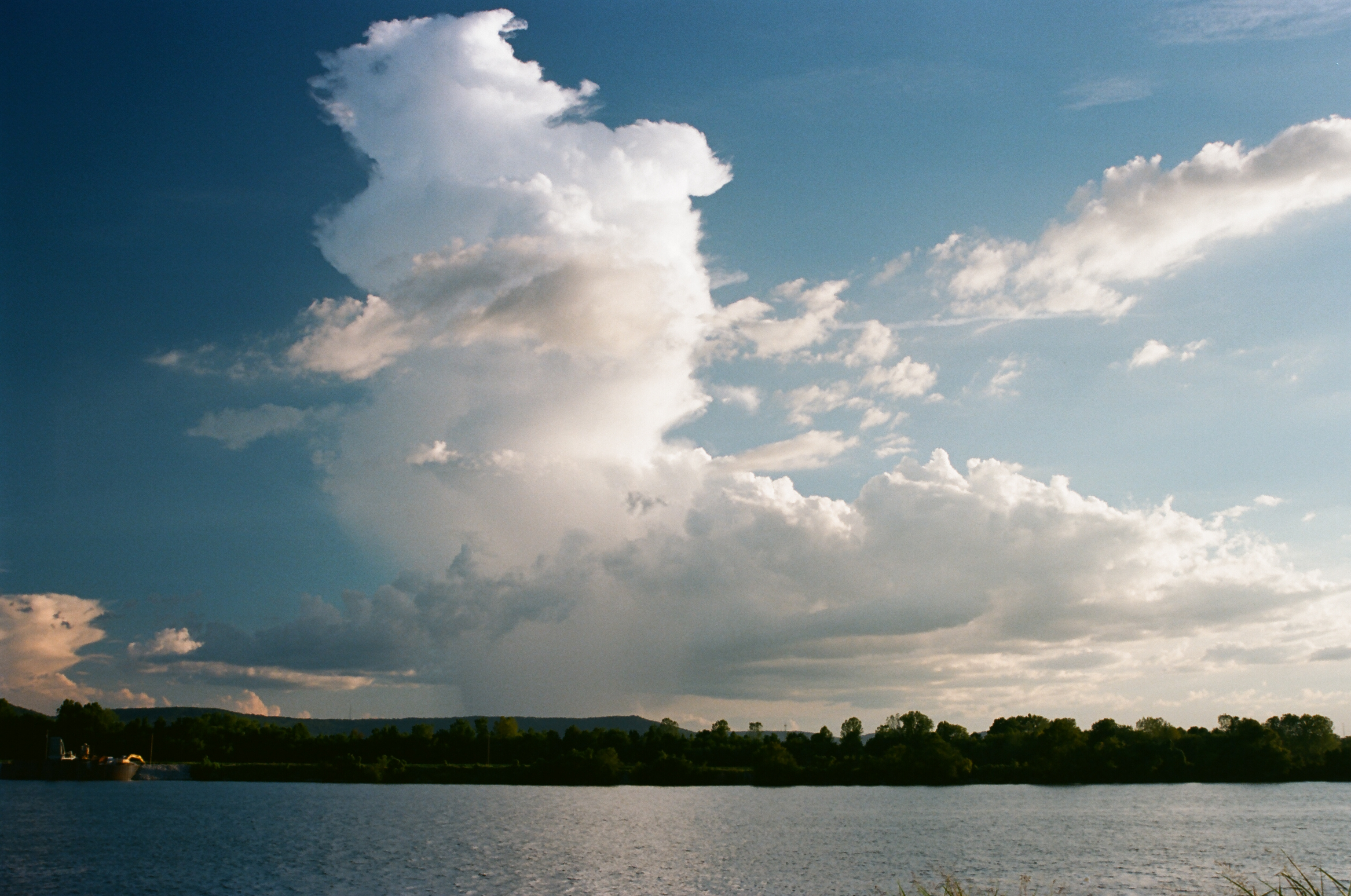
Figure 1: Cumulonimbus unicellulaire de type turkey tower provenant d'un castellanus ayant dégénéré

Tous les nuages de types castellanus indiquent qu'il y a une couche instable (ou conditionnellement instable)
à leur niveau mais pas nécessairement sous le nuage. Certains auteurs
(Scorer, Corfidi)
définissent donc un castellanus comme un nuage engendré par l'émission de chaleur latente lors de l'ascension d'une colonne thermique saturée dans une couche (conditionnellement) instable en altitude. Elle prend la forme d'une tour en forme de dinde (« turkey tower »). Cette couche instable peut être créée de différentes façons : un soulèvement à grande échelle (échelle synoptique) qui dans certaines conditions rend l'air instable parce que la température de la base de la couche diminue moins rapidement que celle de son sommet suivant le principe de la détente adiabatique, un refroidissement du sommet des nuages qui crée le même différentiel, l'advection d'une masse d'air instable sur une autre stable, etc.
Dans tous les cas, comme la convection ne vient pas du sol mais du niveau du nuage, l'air entourant le nuage est vite entraîné dans les tours. La physique des nuages montre que si celui-ci ne comporte pas suffisamment d'humidité, la vapeur d'eau qu'il contient ne pourra se condenser qu'à plus haut niveau, lorsque la température de la parcelle en ascension diminuera suffisamment pour atteindre la saturation. Cela aura pour effet d'assécher le nuage par la base et donc de mener à sa disparition si cet air plus sec ne condense pas avant d'avoir atteint le sommet de la couche instable,.
Par contre, si l'air est déjà près de la saturation et que l'instabilité affecte une importante couche de l'atmosphère au-dessus du nuage initial, la convection pourra se poursuivre. Il y aura alors développement d'une tour de plus en plus large et haute qui, dans certains cas, résultera en un cumulonimbus.
L'évolution d'un castellanus dépend donc de la disponibilité d'humidité et de la couche d'air instable. Des nuages épars dans le ciel se trouvent en général dans de l'air relativement sec mais où il y a une « poche » plus humide. S'ils montrent une telle excroissance, l'air sec les entourant ne pourra perpétuer la convection ce qui va finalement dissiper le nuage. Par contre, une couche de nuages plus étendue indique une humidité relative plus importante dans la couche et un possible développement des tours.

## Nomenclature
Le caractère castellanus est défini dans l'Atlas international des nuages,
dont la dernière édition officielle date de 1975, à partir d'observations visuelles au sol de l'aspect des nuages. Ceci correspond aussi en pratique depuis longtemps au processus physique qui le produit, soit une instabilité locale au sommet du nuage sous-jacent qui permet de rompre l'inversion de température et mène à la formation des tours, le tout étant confirmé par les radiosondages. Toutefois, dans l'ancienne version de l'Atlas international des nuages de 1939, un castellanus était appelé Altocumulus cumuliformis et cet atlas disait explicitement que les courants ascendants partaient approximativement de la base du nuage et ces nuages pouvaient avoir une base jusqu'à 4 km de hauteur. Le terme cumulus et cumulonimbus était réservé
aux nuages convectifs dont les ascendances partaient du sol.
Cependant, bien que le terme désigne une espèce applicable à plusieurs genres de nuages convectifs à différents niveaux, comme cité dans l'introduction, le type le plus courant en est l'altocumulus castellanus qui a sa base à l'étage moyen. Ceci est renforcé en aviation où les manuels aux pilotes parlent le souvent de façon interchangeable de castellanus et d’altocumulus castellanus, faisant perdre le sens plus large du terme.
Pour remédier à cette confusion, les chercheurs Richard Scorer et Corfidi proposent de ne se baser que sur les caractéristiques physiques des sondages et des observations des satellites météorologiques pour reclasser le castellanus comme un genre de nuage au même titre que le cumulus ou le cirrus. Le chercheur Corfidi critique depuis longtemps la résistance des instances officielles à ce changement mais la nouvelle version en préparation en 2016 de l'Atlas international des nuages ne changera rien au statut du castellanus,. Les mêmes chercheurs émettent une opinion similaire à propos des nuages lenticulaires qui peuvent se retrouver à différentes altitudes et ne sont pas reconnus comme un genre à part entière, mais seulement comme une espèce.

### Développement de la critique

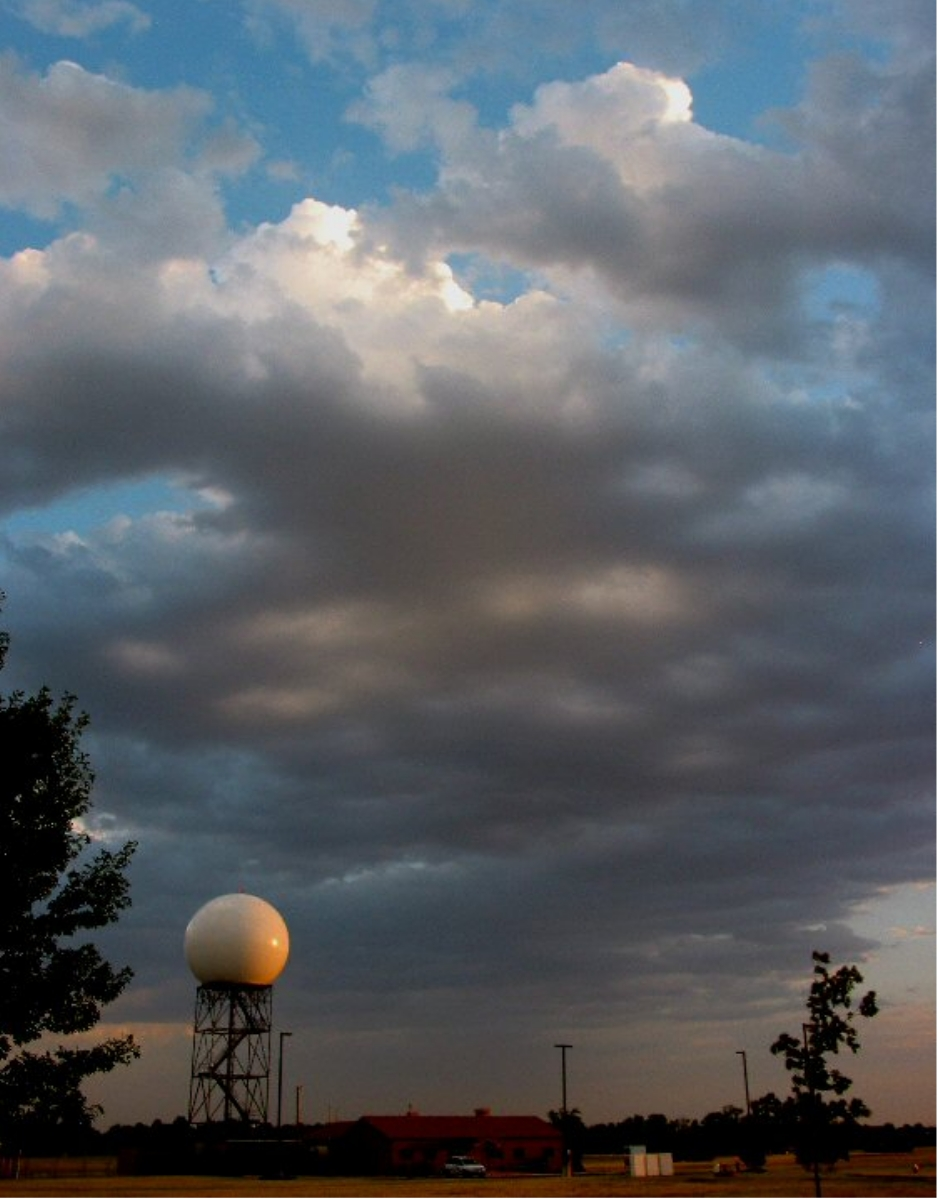
Figure 2: Nuages convectifs au-dessus d'une couche nuageuse provoqué par une ascendance dynamique résultant d'une goutte froide en expansion. Vue vers le sud

Ces chercheurs notent ainsi une confusion courante entre les nuages convectifs provenant presque uniquement du réchauffement diurne et les castellanus provenant d'une instabilité au niveau supérieur d'un nuage comme un stratocumulus ou un altocumulus, les deux étant parfois faciles à confondre visuellement.
En plus, l’Atlas international des nuages est assez strict sur le genre d'un nuage convectif : le cumulus devrait avoir une base inférieure ou égale à 2 km. S'il a une base plus élevée, il devrait être décrit comme un altocumulus floccus bien que l'instabilité qui le cause n'est au même niveau que dans un altocumulus. Cette définition étroite provient de l'observation dans les climats tempérées à humidité moyenne et ne tient pas compte de la physique des nuages. Ainsi, dans l'ouest américain, en plein été les cumulus peuvent avoir leur base à 4 000 mètres d’altitude car la conjugaison de points de rosée relativement bas (de l'ordre de 10 °C) et de températures élevées (jusqu'à 45 °C) donne un niveau de condensation par convection très élevé.
Pour compliquer encore plus les choses, il est possible de développer des nuages convectifs de type catellanus à une des altitudes intermédiaires aux niveaux prévus par l'Atlas grâce à un soulèvement à ce niveau, formant ainsi un continuum d'altitudes possibles. Ces nuages convectifs intermédiaires ont alors une base plate, sauf dans les cas où ils précipitent. Toutefois, leurs bases peuvent être à une altitude plus élevée que le niveau de condensation par convection voire le niveau de convection libre selon l'altitude où se produit le forçage. Ce phénomène apparaît par exemple en présence de cumulonimbus. Ces derniers produisent un courant descendant et une goutte froide (outflow en anglais) s'écoulant en aval du cumulonimbus. La goutte agit comme un pseudo front froid qui sert de forçage mécanique là où il rencontre la circulation d'air environnante. Le soulèvement permet la formation de tours convectives au niveau du sommet de la goutte dans des nuages préexistants si l'air est en instabilité potentielle.
Un exemple de ce phénomène est donné dans la figure ci-contre qui correspond à la figure 2 d'un article du météorologue Stephen F. Corfidi ; l'orage étant à l'est de la photo. La légende de cette photo dans l'article de Corfidi parle ainsi de « castellanus » et non de « cumulus mediocris altocumulogenitus » comme l'atlas international des nuages en préparation le suggérerait.

## Vol à voile

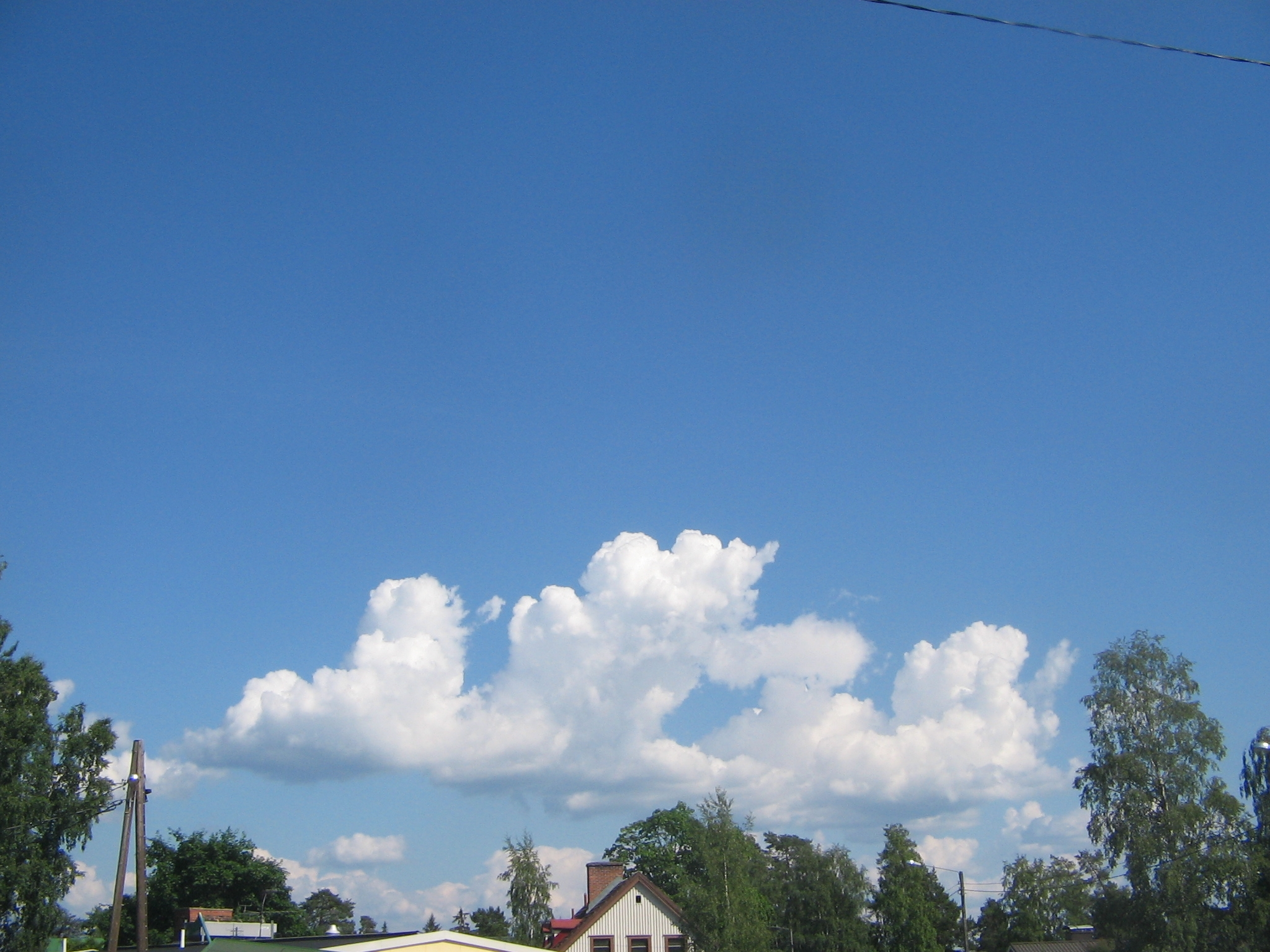
Figure 3: Cumulus castellanus (rocket cloud qui pourrait aussi être appelé stratocumulus castellanus) n'engendrant aucune ascendance utilisable en vol à voile

Les castellanus (nuages formés de colonnes très étroites) sont notoires
pour être inutilisables par un pilote de planeur. Pour qu'un thermique soit utilisable, il faut que la colonne ascendante soit présente sous le nuage; dans ce cas, ce dernier est matérialisé par une base plate. Un altocumulus castellanus se reconnaît par l'absence de base bien définie. Comme il est indiqué plus haut, un nuage intermédiaire entre castellanus et cumulus est exploitable par un pilote de planeur.
Les castellanus étant défavorables au vol à voile peuvent être identifiés facilement et sont surnommés en anglais « rocket clouds » (nuages en forme de fusée).
Ce qui distingue visuellement le cumulus d'un castellanus est que le premier a une base plate tandis que ce dernier n'a pas, en général, de base nettement définie. Une observation visuelle du nuage peut cependant ne pas être suffisante car dans certains cas, le castellanus hybride (faux cumulus) peut avoir une base plate. Le seul moyen sûr de distinguer ces deux types de nuages est d'obtenir un sondage atmosphérique avant le vol. Si la base de ces faux cumulus est plus élevée que le niveau de condensation par convection, le pilote est probablement en présence de cumulonimbus indésirables à proximité. De plus, lorsqu'un cumulus se désagrège, il existe encore des ascendances sous la base du nuage mais qui ne partent plus du sol. En particulier en fin de journée, la masse d'air peut-être stable jusqu'à 2 000 ou 3 000 pieds (600 à 1 000 m) et être instable au-dessus. Les cumulus se transforment alors en stratocumulus ou altocumulus en fonction de leur hauteur. Avant la version de 1956 de l'Atlas international des nuages, ces nuages étaient appelés stratocumulus ou altocumulus « vesperalis ». Directement sous ces nuages, il y a encore des ascendances. Le météorologue Corfidi explique que ces nuages, à l'air tout à fait inoffensif et qui se désagrègent rapidement, peuvent en fait être des signes précurseurs d'orages nocturnes.
Pour identifier une convection ne partant pas du sol, il est possible de comparer la hauteur de la base des « cumulus » c avec le niveau de condensation par convection h. Cette hauteur h est donnée par la formule suivante (dite formule de Hennig) :
{\displaystyle h=a\times (T-D)} où a = 0,125 km / ⁰C;
T est la température au sol et D est le point de rosée.
Le calcul de cette hauteur h est basé sur des lois physiques et donc est assez précis. Par conséquent, si {\displaystyle c\gg h} alors on est presque certain que les « cumulus » que l'on voit sont des castellanus au sens de Corfidi. Il conviendra alors de se méfier de la présence d'une ligne de flanc et de rafales descendantes à proximité. La figure 2 montre une telle configuration. Les quantités c, T and D sont facilement accessibles à partir de METAR dans le voisinage.